# Краус, Анатолий Андреевич
Анатолий Андреевич Краус (род. 21 октября 1959 года, Карасуль) — российский тренер по лёгкой атлетике. Заслуженный тренер России.

## Биография
Анатолий Андреевич Краус родился 21 октября 1959 года в селе Карасуль Ишимского района Тюменской области. В юности занимался хоккеем, но после перелома руки переквалифицировался в легкоатлеты.
Работает тренером по лёгкой атлетике в ГАУ Тюменской области «Центр спортивной подготовки и проведения спортивных мероприятий», специализируется на подготовке спортсменов-спринтеров. Также является преподавателем института физической культуры Тюменского государственного университета. Неоднократно входил в список лучших тренеров Тюменской области.
Наиболее высоких результатов среди его воспитанников добились:
- Павел Тренихин — чемпион Европы 2010 года, двукратный призёр чемпионата Европы в помещении 2013 года[6][7],
- Денис Кудрявцев — серебряный призёр чемпионата мира 2015 года, бронзовый призёр чемпионата Европы 2014 года[8],
- Олег Сергеев — четырёхкратный чемпион России (2001, 2002, 2004, 2005), трёхкратный чемпион России в помещении (2001, 2004, 2005)[9],
- Павел Савин — чемпион Европы среди юниоров 2013 года, двукратный чемпион России (2014, 2016)[10].
- Иван Бузолин — серебряный призёр чемпионата Европы в помещении (2007), чемпион России (2006)[11].
- Александр Сигаловский — чемпион Универсиады (2011), чемпион России (2011, 2014)[12].

## Награды и звания
- Премия имени В. И. Муравленко в области физической культуры и спорта (2005)[13].
- Почётное звание «Заслуженный тренер России».
- Благодарность Министра спорта, туризма и молодежной политики Российской Федерации (2011)[14].